# Gember

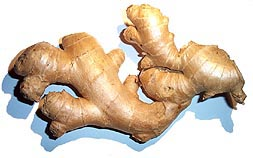
Verse gemberwortelstok

Gember is een in de keuken gebruikte specerij met een vrij sterke en voor de liefhebbers aangename smaak. Gember wordt gewonnen uit de wortelstok van de gemberplant, Zingiber officinale, uit de gemberfamilie. Een wortelstok is een ondergrondse stengel van een plant; de vaak gebruikte benaming gemberwortel is niet correct. Gember is een van de meest geconsumeerde specerijen ter wereld en staat ook in Nederland al eeuwen op het menu. De belangrijkste smaakstoffen in gember zijn de prikkelende verbindingen gingerol en shogaol, maar ook bètacaroteen, capsaïcine, curcumine, gingerdiol, gingerdion en koffiezuur zijn in belangrijke hoeveelheden in gember aanwezig.

## Toepassing
Gember kan vers worden gebruikt, in plakjes gesneden of geraspt, maar ook gedroogd als gemberpoeder. Gedroogde gember is scherper van smaak dan verse gember, omdat het meer shogaol bevat dat scherper van smaak is dan gingerol.
Gember wordt toegepast in onder andere de volgende producten:
- Stemgember: gember op siroop van geconcentreerd suikerwater;
- Gemberbier: een lichte biersoort die met gember wordt gebrouwen;
- Ginger ale: een frisdrank;
- Gemberjam;
- Gekonfijte gember: gesuikerd zacht gembersnoep;
- Ingelegde gember: gemberstukken in azijn;
- Gembersiroop;
- Gemberthee;
- Als onderdeel van kerriemengsels.

Gember wordt in Nederland veel gebruikt in koek, taaitaai en gebak, bijvoorbeeld in gemberkoek, ontbijtkoek en speculaas. In de Indonesische keuken wordt gember gebruikt in allerlei hartige gerechten, onder andere in babi ketjap en babi pangang. Djahé is de Indonesische benaming voor gemalen gemberwortel. Gember wordt ook veel in de Joodse keuken toegepast, bijvoorbeeld in het gebak gemberbolus.
Gemberolie wordt in parfums verwerkt en kan dan functioneren als topnoot.
Japanse gember is afkomstig van Zingiber mioga, een verwante soort.

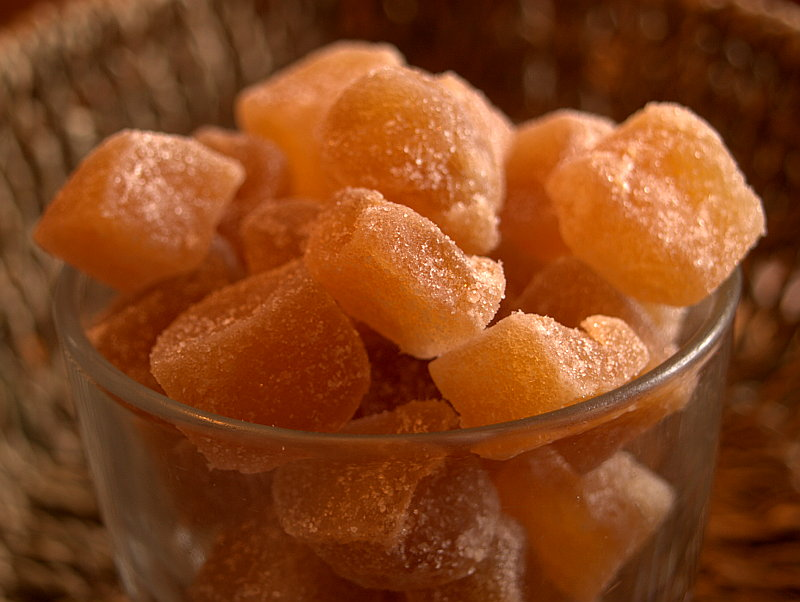
Gekonfijte gember.
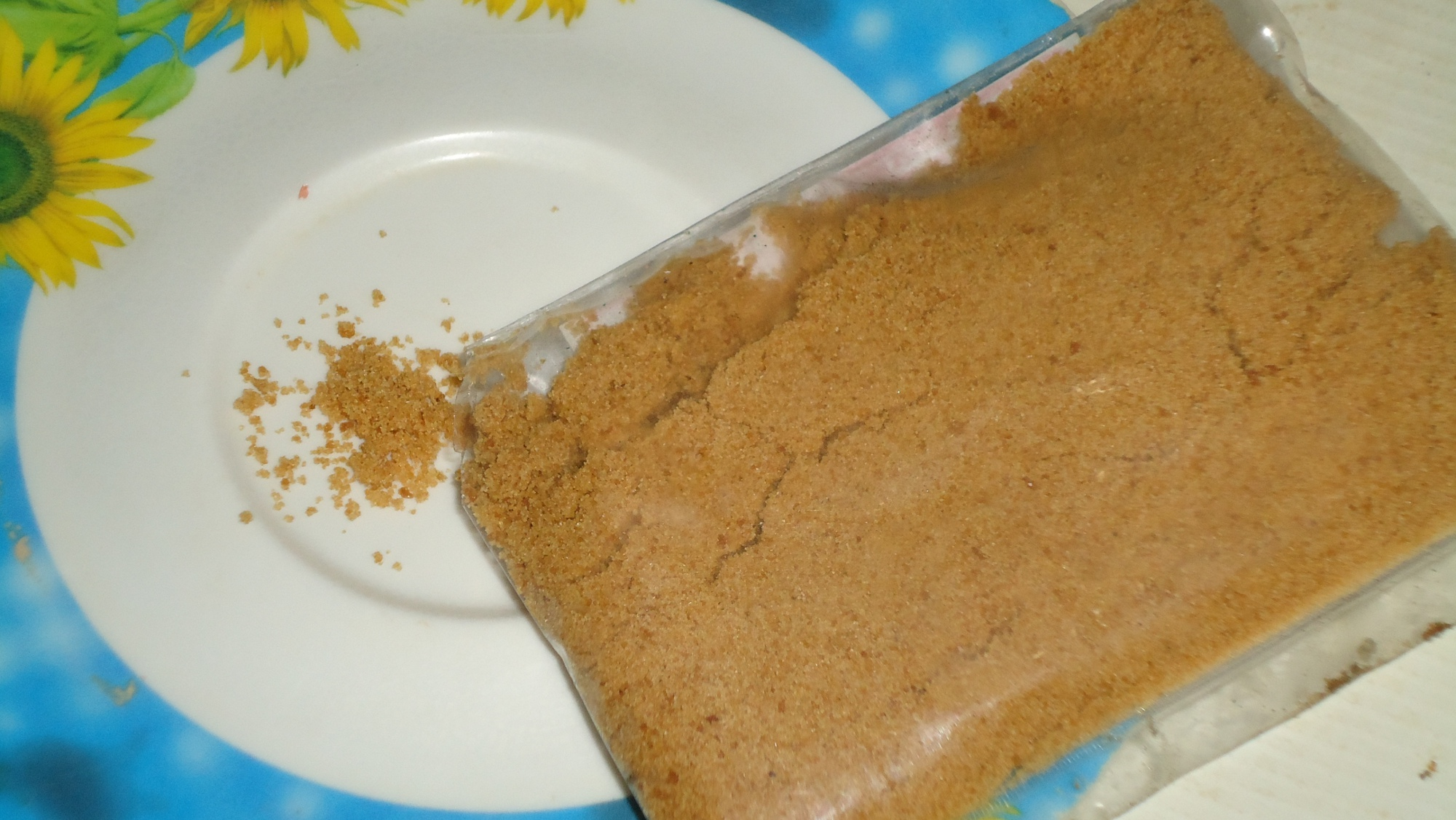
Gemberpoeder.
Traditionele gemberpot.

## Medicinale toepassingen
Gember heeft een lange geschiedenis van gebruik als specerij en als kruidengeneesmiddel, met name in de Aziatische, Indische en Arabische cultuur. Aan gember worden velerlei uitwerkingen toegedacht, waaronder 
- Gember is een traditioneel gebruikt middel ter stimulering van het libido. Het zou een verwarmend effect hebben en de bloedcirculatie stimuleren.
- Reisziekte en misselijkheid: Gember kan toegepast worden bij reisziekte en andere vormen van misselijkheid, om de symptomen daarvan te onderdrukken. Onderzoek wijst ook op een gunstig effect van gember bij pijn en misselijkheid, bijvoorbeeld rond de menstruatie.[3]
- Indigestie: Gember is opgenomen in de Amerikaanse farmacopee als een tinctuur om maagklachten te behandelen.
- Pijn: Wetenschappelijk onderzoek wijst op pijnstillende eigenschappen van gember. Gember werkt als remmer van cyclooxygenase (COX) en lipoxigenase, wat resulteert in een remming van de aanmaak van leukotriënen en prostaglandines. Het kan worden gebruikt als ontstekingsremmer, werkend via remming van de prostaglandinesynthese.[3]

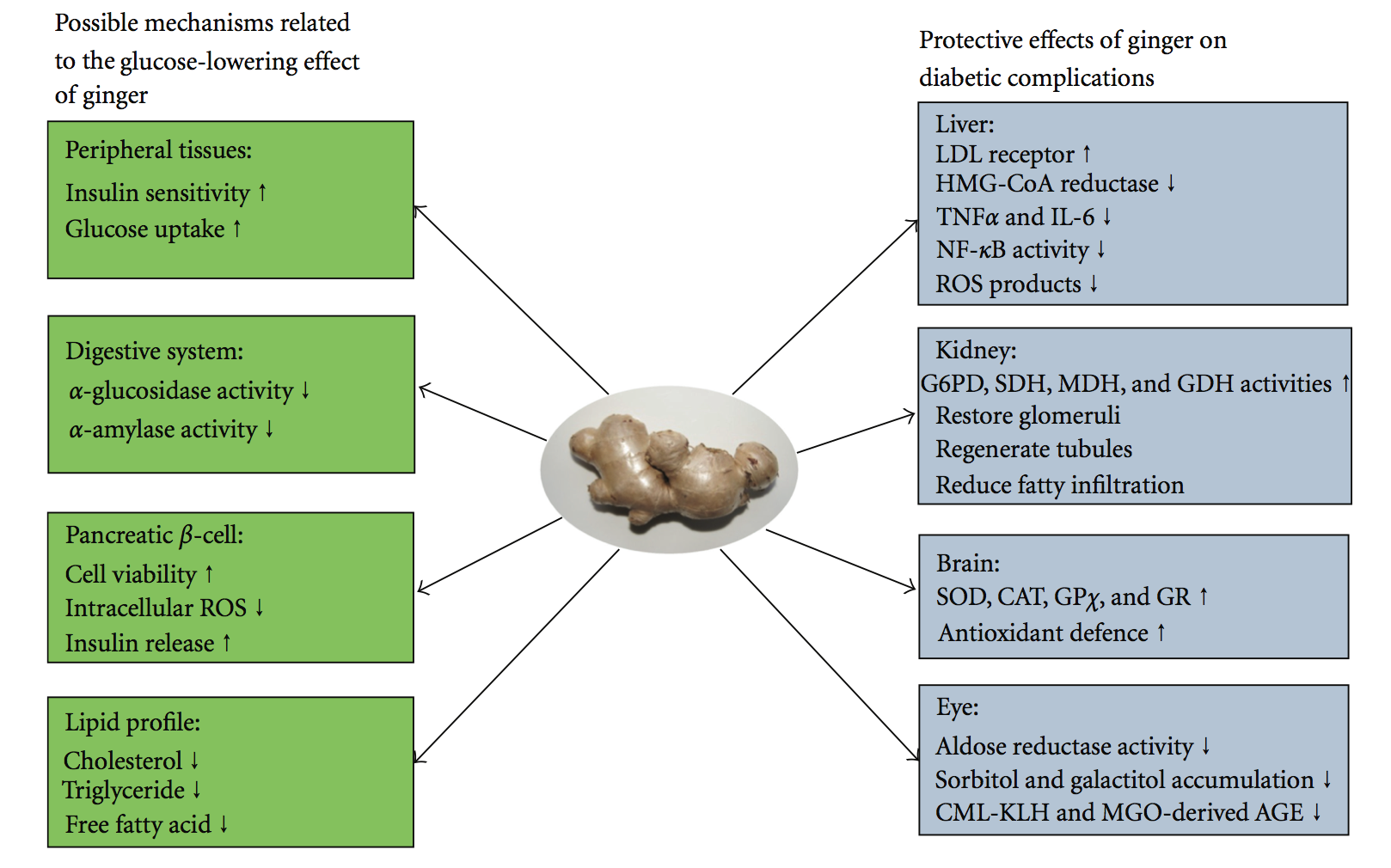
Samenvatting in de Engelse taal van de glucoseverlagende effecten van gember, evenals van de beschermende effecten op diabetescomplicaties

- Diabetes mellitus: Diverse onderzoeken (in vitro, in vivo en klinisch) hebben een antidiabetisch effect van gember aangetoond. De werkingsmechanismen die hieraan ten grondslag liggen hebben te maken met verbetering van de afgifte en werking van insuline en een verbeterde insulinegevoeligheid, resulterend in een verhoogde glucoseopname in perifeer vet- en spierweefsel. Het lipide verlagende effect van gember kan ook bijdragen aan de verbetering van de toestand bij insulineresistentie. Gember verbetert de koolhydraat- en vetstofwisseling door remming van sleutelenzymen in de koolhydraatstofwisseling. Daarnaast heeft gember een beschermend effect tegen diabetescomplicaties. De veiligheid van gember als een complementair hyperglykemisch controlemiddel is aangetoond met studies betreffende acute en chronische toxiciteit.[4]
- Hersenfuncties: Volgens de Arabische folklore zou gember het geheugen verbeteren. Van oudsher wordt het ook gebruikt als middel ter verbetering van de hersenfuncties. Een extract van gember blijkt in een onderzoek een positief effect te hebben op zowel aandacht en cognitieve functies van gezonde vrouwen van middelbare leeftijd, zonder dat dit met bijwerkingen gepaard ging.[5] Gember verhoogt de concentraties noradrenaline, adrenaline, dopamine en serotonine in de grotehersenschors en de hippocampus. Bovendien remt het actieve bestanddeel 6-gingerol ook het enzym cholinesterase, wat op zijn beurt de concentratie acetylcholine verhoogt, een neurotransmitter die een rol speelt bij leren en onthouden. Mogelijk hangen de effecten van gember op de hersenfuncties samen met beïnvloeding van zowel het monoaminesysteem als het cholinerge systeem in verschillende hersengebieden, zoals de cortex praefrontalis en de hippocampus.[5]

### Veiligheid
De inname van gember wordt over het algemeen als veilig beschouwd. Zwangere vrouwen die dagelijks niet meer dan één tot anderhalve gram gember nemen voor het verminderen van zwangerschapsmisselijkheid en braken lopen geen verhoogd risico op kinderen met aangeboren afwijkingen.